# Olympische Sommerspiele 1948/Fußball – Viertelfinale
Spiele des Viertelfinals des olympischen Fußballturniers 1948.

Die Gewinner qualifizierten sich für das Halbfinale.

## Großbritannien – Frankreich 1:0 (1:0)
| Großbritannien                                         | Großbritannien | Frankreich | Frankreich |
| ------------------------------------------------------ | --- | --- | ---------- |
| Großbritannien                                         | \| 5. August 1948 um 18:30 Uhr in London (Craven Cottage) \| \| Zuschauer: 25.000 \| \| Schiedsrichter: Karel van der Meer ( Niederlande) \|                                            | \| 5. August 1948 um 18:30 Uhr in London (Craven Cottage) \| \| Zuschauer: 25.000 \| \| Schiedsrichter: Karel van der Meer ( Niederlande) \|                         | Frankreich |
| Großbritannien                                         | Kevin McAlinden – Jack Neale, Jimmy McColl – Douglas McBain, Eric Lee, Eric Fright – Frank Donovan, Bob Hardisty, Harry McIlvenny, Denis Kelleher, Peter Kippax Cheftrainer: Matt Busby | Gaston Rouxel – Raymond Krug, Bernard Bienvenu – René Persillon, Marcel Colau, Gaby Robert – Joseph Heckel, André Strappe, René Hebinger, Jean Palluch, René Courbin | Frankreich |
| Großbritannien                                         | 1:0 Hardisty (29.) | | Frankreich |
| 5. August 1948 um 18:30 Uhr in London (Craven Cottage) | | |            |
| Zuschauer: 25.000                                      | | |            |
| Schiedsrichter: Karel van der Meer ( Niederlande)      | | |            |

## Dänemark – Italien 5:3 (1:0)
| Dänemark                                              | Dänemark | Italien | Italien |
| ----------------------------------------------------- | --- | --- | ------- |
| Dänemark                                              | \| 5. August 1948 um 18:30 Uhr in London (Highbury Park) \| \| Zuschauer: 25.000 \| \| Schiedsrichter: William Ling ( Großbritannien) \|                                                                                                 | \| 5. August 1948 um 18:30 Uhr in London (Highbury Park) \| \| Zuschauer: 25.000 \| \| Schiedsrichter: William Ling ( Großbritannien) \|                                                                                | Italien |
| Dänemark                                              | Eigil Nielsen – Hans Viggo Jensen, Knud Børge Overgaard – Axel Pilmark, Dion Ørnvold, Tage Ivan Jensen – Johannes Pløger, Karl Aage Hansen, Holger Seebach, John Hansen, Karl Aage Præst Cheftrainer: Robert Mountford ( Großbritannien) | Giuseppe Casari – Guglielmo Giovannini, Adone Stellin – Tommaso Maestrelli, Maino Neri, Giacomo Mari – Emidio Cavigioli, Angelo Turconi, Francesco Pernigo, Valerio Cassani, Emilio Caprile Cheftrainer: Vittorio Pozzo | Italien |
| Dänemark                                              | 1:0 J. Hansen (30.) 2:1 J. Hansen (53.) 3:2 J. Hansen (74.) 4:3 J. Hansen (82.) 5:3 Pløger (84.) | 1:1 Caprile (50.) 2:2 Caprile (67.) 3:3 Pernigo (81.) | Italien |
| 5. August 1948 um 18:30 Uhr in London (Highbury Park) | | |         |
| Zuschauer: 25.000                                     | | |         |
| Schiedsrichter: William Ling ( Großbritannien)        | | |         |

## Schweden – Südkorea 12:0 (4:0)
| Schweden                                              | Schweden | Südkorea | Südkorea |
| ----------------------------------------------------- | --- | --- | -------- |
| Schweden                                              | \| 5. August 1948 um 18:30 Uhr in London (Selhurst Park) \| \| Ergebnis: 12:0 (4:0) \| \| Zuschauer: 7110 \| \| Schiedsrichter: Giuseppe Carpani ( Italien) \|                                                                       | \| 5. August 1948 um 18:30 Uhr in London (Selhurst Park) \| \| Ergebnis: 12:0 (4:0) \| \| Zuschauer: 7110 \| \| Schiedsrichter: Giuseppe Carpani ( Italien) \|                                      | Südkorea |
| Schweden                                              | Torsten Lindberg – Börje Leander, Erik Nilsson – Birger Rosengren, Bertil Nordahl, Sune Andersson – Kjell Rosén, Gunnar Gren, Gunnar Nordahl, Henry Carlsson, Nils Liedholm Cheftrainer: Rudolf Kock                                 | Hong Deok-young – Park Kyu-chung, Park Dae-jong – Choi Seong-gon, Kim Kyu-hwan, Min Byung-dae – Chung Kook-chin, U Jeong-hwan, Bae Jeong-ho, Chung Nam-sik, Kim Yong-sik Cheftrainer: Lee Young-min | Südkorea |
| Schweden                                              | 1:0 Liedholm (11.) 2:0 G. Nordahl (25.) 3:0 Gren (27.) 4:0 G. Nordahl (40.) 5:0 Carlsson (61.) 6:0 Liehholm (62.) 7:0 Carlsson (64.) 8:0 Rosén (72.) 9:0 G. Nordahl (78.) 10:0 G. Nordahl (80.) 11:0 Carlsson (82.) 12:0 Rosén (85.) | | Südkorea |
| 5. August 1948 um 18:30 Uhr in London (Selhurst Park) | | |          |
| Ergebnis: 12:0 (4:0)                                  | | |          |
| Zuschauer: 7110                                       | | |          |
| Schiedsrichter: Giuseppe Carpani ( Italien)           | | |          |

## Türkei – Jugoslawien 1:3 (1:1)
| Türkei                                            | Türkei | Jugoslawien | Jugoslawien |
| ------------------------------------------------- | --- | --- | ----------- |
| Türkei                                            | \| 5. August 1948 um 18:30 Uhr in London (Lynn Road) \| \| Ergebnis: 1:3 (1:1) \| \| Zuschauer: 8000 \| \| Schiedsrichter: Victor Sdez ( Frankreich) \|                                        | \| 5. August 1948 um 18:30 Uhr in London (Lynn Road) \| \| Ergebnis: 1:3 (1:1) \| \| Zuschauer: 8000 \| \| Schiedsrichter: Victor Sdez ( Frankreich) \|                                                                            | Jugoslawien |
| Türkei                                            | Cihat Arman – Murat Alyüz, Vedii Tosuncuk – Naci Özkaya, Bülent Eken, Hüseyin Saygun – Fikret Kırcan, Erol Keskin, Gündüz Kılıç, Lefter Küçükandonyadis, Şükrü Gülesin Cheftrainer: Ulvi Yenal | Franjo Šoštarić – Miroslav Brozović, Branko Stanković – Zlatko Čajkovski, Miodrag Jovanović, Aleksandar Atanacković – Kosta Tomašević, Rajko Mitić, Franjo Wölfl, Stjepan Bobek, Željko Čajkovski Cheftrainer: Milorad Arsenijević | Jugoslawien |
| Türkei                                            | 1:1 Gülesin (33.) | 0:1 Željko Čajkovski (21.) 1:2 Bobek (60.) 1:3 Wölfl (80.) | Jugoslawien |
| Türkei                                            | Platzverweise: Eken (80.), Gülesin (85.) | | Jugoslawien |
| 5. August 1948 um 18:30 Uhr in London (Lynn Road) | | |             |
| Ergebnis: 1:3 (1:1)                               | | |             |
| Zuschauer: 8000                                   | | |             |
| Schiedsrichter: Victor Sdez ( Frankreich)         | | |             |